# Illizi (provins)

Illizis provins i Algeriet

Illizi (Arabic: ولاية اليزي) är en provins (wilaya) i sydöstra Algeriet. Provinsen har 54 490 invånare (2008). Illizi är huvudort.

## Administrativ indelning
Provinsen är indelad i 3 distrikt (daïras) och 6 kommuner (baladiyahs).